# Australiendagen

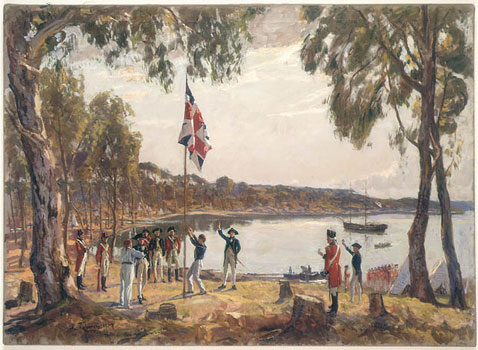
Australiens grundande, 1788

Australiendagen (engelska: Australia Day) tidigare Anniversary Day eller Foundation Day, också känd som Invasion Day, firas den 26 januari varje år till minne av då brittiska båtar anlände till Sydney Cove 1788. 
Även om namnet inte tillkom förrän ungefär 100 år senare, finns firande den 26 januari nedtecknat från 1808, och guvernör Lachlan Macquarie höll det första officiella firandet för bildandet av New South Wales 1818. 2004 deltog uppskattningsvis 7,5 miljoner människor i firande och verksamheter i samband med Australia Day.
Australia Day är kontroversiell. Aboriginer har protesterat. Många australier ser det som att man firar hur aboriginernas kultur förstördes av brittiska kolonialister. Sedan 1988 har "Invasion Day"-protester hållits med denna utgångspunkt. Det har föreslagits att flytta dagen till annat datum. Dagen är också årsdag för Rumupproret 1808, och då ser många Australia Day som att man firar den enda militärkuppen i Australiens historia. Sista åsikten ser den som ett slags självständighetsdag.